# Pagos de ecualización
Los pagos de ecualización son las transferencias monetarias hechas en algunos sistemas de gobierno federales desde el gobierno federal a los gobiernos de las diferentes entidades territoriales con el objetivo de reducir las diferencias en los ingresos públicos disponibles o en el coste de los servicios.
Son generalmente calculados sobre la base de la magnitud del desequilibrio fiscal de la entidad territorial: esencialmente entre las necesidades fiscales y la capacidad fiscal. La capacidad y las necesidades fiscales no son equivalentes a ingresos y gastos fiscales, ya que hacer eso generaría incentivos perversos a la entidad territorial para reducir el esfuerzo fiscal.

## Alemania
El sistema alemán de ecualización lo forman tres mecanismos:
- El reparto de los ingresos por el Impuesto al valor agregado.
- El Länderfinanzausgleich (LFA) o ecualización fiscal horizontal.
- El Bundesergänzungszuweisungen (BEZ)

## Australia
Australia es considerada la primera federación que introdujo un sistema formal de ecualización fiscal horizontal (en inglés, HFE, Horizontal Fiscal Equalization) en 1933 para compensar a los estados que poseían una menor capacidad de recaudación fiscal. Muchas federaciones usan la ecualización fiscal para reducir desigualdades en las capacidades fiscales de los gobiernos de las entidades territoriales que las componen producidos por sus diferencias geográficas, demográficas, económicas y en recursos naturales. Sin embargo el nivel de exigencia de redistribución varía. En Australia, el objetivo es la ecualización completa.
La ecualización completa significa que, tras la registribución, cada uno de los seis estados, el Territorio de la Capital Australiana y el Territorio del Norte tendrían la capacidad de proporcionar servicios y desarrollar infraestructuras de igual calidad, si cada estado hiciera el mismo esfuerzo para recaudar de sus propios recursos y gestionar al mismo nivel de eficiencia.
Actualmente los fondos distribuidos para alcanzar la ecualización son los ingresos recaudados a través del GST (Good and Services Tax, equivalente australiano al Impuesto al valor agregado), unos 50.000 millones de dólares australianos. La distribución de dicho impuesto para alcanzar la ecualización es decidida cada año por el Tesoro Federal cada año, basándose en el consejo proporcionado por el CGC (Commonwealth Grants Commission).
Alcanzar la ecualización no significa que se condicione a los estados en como recaudar o gastar sus fondos. Los fondos proporcionados por el gobierno federal australiano son incondicionados y están disponibles para cualquier propósito. En consecuencia, el HFE iguala la capacidad fiscal, no las políticas fiscales que pertenecen a las competencias de los estados, ni el mismo nivel de servicios o cargas fiscales en todos los estados, ni tampoco los resultados de los presupuestos de acuerdo con los cálculos de la CGC.

## Bélgica
El único mecanismo diseñado para reducir las desigualdades fiscales entre las entidades federadas en Bélgica es un programa denominado Intervención de solidaridad nacional (en flamenco, Nationale Solidariteitsbijdrage o NSB; en francés, Intervention de solidarité nationale o ISN). Por medio de este programa, aquellas regiones en las que la media per cápita del rendimiento de los ingresos fiscales personales caen por debajo de la media nacional reciben de manera incondicional fondos del gobierno federal.
La cantidad pagada a cada región refleja la diferencia entre el rendimiento de los ingresos fiscales personales de dicha región y el de la media nacional, corregido por un factor de compensación y un factor concerniente a las cantidades recibidas por los beneficiarios cuando el sistema se creó. Debido a su inferior capacidad fiscal, las regiones de Bruselas-Capital y Valona son receptoras netas. La Región Flamenca no recibe fondos de dicho programa ya que su capacidad fiscal queda por encima de la media nacional.

## Canadá
En Canadá, el gobierno federal realiza pagos a las provincias menos ricas para igualas la capacidad fiscal de las mismas a su capacidad para generar ingresos fiscales. En el periodo 2009-2010, seis provincias recibieron 14.200 millones de dólares canadienses en pagos de ecualización del gobierno federal. Hasta el año fiscal 2009-2010, Ontario fue la única provincia que no había recibido pagos de ecualización; en 2009-2010 Ontario recibió 347 millones de dólares canadienses; mientras que Terranova y Labrador que había sido receptora neta desde la creación del programa, es ahora una provincia considerada "rica", lo que la hace contribuidora neta y no recibe pagos de ecualización.
Los territorios canadienses no están incluidos en el programa de ecualización, sino que el gobierno federal suple sus necesidades fiscales mediante el programa TFF (Territorial Formula Financing, en inglés, Fórmula de Financiación Territorial).
Los pagos de ecualización se calculan sobre la base de una fórmula que computa la diferencia del rendimiento de los ingresos públicos per cápita usando los tipos impositivos medios entre una determinada provincia y la media nacional. La fórmula actual considera cinco fuentes principales de ingresos públicos. El objetivo del programa es asegurar que todas las provincias tiene acceso a unos ingresos públicos per cápita equivalentes al potencial medio del conjunto de las diez provincias. La fórmula se basa únicamente en los ingresos públicos y no considera el coste de la prestación de servicios o las necesidades de gastos de cada provincia.
Estas transferencias, técnicamente, no suponen que las provincias ricas paguen a las más pobres, aunque en la práctico es eso lo que pasa, a través de la hacienda federal. Así, por ejemplo, un ciudadano rico de Nuevo Brunswick, una provincia considerada pobre, aporta más para la ecualización que un ciudadano pobre de Alberta, una provincia considerada rica. Sin embargo, debido a la gran población y riqueza de Alberta, los ciudadanos de esta provincia en su conjunto son contribuidores netos a la ecualización, mientras que los ciudadanos de Nuevo Brunswick son perceptores netos.
Los pagos de ecualización son un ejemplo de lo que genéricamente se conoce en Canadá como "pagos de transferencia" (transfer payments en inglés), un término usado en otras jurisdicciones para referirse a los pagos a individuos. De hecho, hay cuatro tipos de transferencias federales a las provicinas y territorios: el "Canada Health Transfer" (CHT, orientado a cubrir asistencia sanitaria pública), el "Canada Social Transfer" (CST, orientado a cubrir educación y otros servicios sociales), la Ecualización y el "Territorial Formula Financing" (TFF, orientado a la financiación de los territorios). Además, el gobierno federal canadiense ha llegado a acuerdo particulares con algunas provincias - concretamente con Nueva Escocia y Terranova y Labrador - por medio de los cuales se realizan pagos de compensación a dichos gobiernos provinciales por el desarrollo de las reservas marinas de gas y petróleo.
El dinero que las provincias reciben por medio de la ecualización puede ser gastado de la manera que el gobierno provincial desee. Los pagos ayudan a garantizar "niveles razonablemente comparables" de asistencia sanitaria, educación y prestaciones sociales en todas las provincias. La definición de "niveles razonablemente comparables" ha sido sin embargo polémico.
En 2009-2010, la cantidad total del programa fue aproximadamente de 14.200  millones de dólares canadienses.
Las últimas negociaciones sobre la renovación del programa ha creado una considerable tensión entre las provincias. Debido a la naturaleza de suma total cero de la fórmula, el incremento de los recursos para algunas provincias supone necesariamente la disminición para otras.

## Estados Unidos
A pesar de las considerables diferencias en las capacidades de los estados para generar ingresos fiscales, no hay ningún programa federal en los Estados Unidos orientado explícitamente a reducir las disparidades en este terreno. Algunas transferencias del gobierno federal a los estados, sin embargo, sí que contienen elementos de ecualización. Por ejemplo, algunas de las fórmulas que contabilizan dichas transferencias tienen en cuenta el nivel medio estatal de ingresos per cápita en algunos niveles de ayudas federales.
Algunos programas federales son claramente redistribuidores, como los de educación orientados a grupos desfavorecidos, los de nutrición y alimentación, y en gran medida, el Medicaid. En general, sin embargo, los programas federales estadounidenses no están diseñados para reducir los desequilibrios fiscales horizontales. Con la responsabilidad de la gestión pública repartida en tres niveles de gobierno (federal, estatal y local), el sistema estadounidense de transferencias intergubernamentales responde en mayor parte a las necesidades determinadas por los diferentes sistemas de ayudas.

## Francia
El artículo 72-2 de la Constitución francesa (enmendado el 28 de marzo de 2003) creó la obligación para el Estado de promover la igualdad entre las entidades territoriales (regiones y municipios). Esto se logró mediante la recaudación de impuestos directamente por los gobiernos locales (tasa profesional) y mediante transferencias desde el gobierno central. En 2011 la financiación directa desde el Estado supuso el 28% de los ingresos fiscales, los impuestos transferidos el 60% de los ingresos fiscales y el resto se contabilizó como deuda.

## Reino Unido
La fórmula de Barnett es un mecanismo usado por el Tesoro británico en el Reino Unido para ajustar el gasto público asignado a Irlanda del Norte, Escocia y Gales automáticamente para reflejar los cambios en los niveles de gasto en servicios públicos en Inglaterra, Inglaterra y Gales o Gran Bretaña, según sea necesario.
La fórmula recibe el nombre de Joel Barnett, quien la ideó a finales de la década de 1970, cuando era Secretario Jefe del Tesoro británico como una solución a corto plazo para las disputas surgidas en el gobierno en vísperas del reférendums de Escocia y Gales de 1979. A pesar del fracaso de aquella iniciativa, la fórmula se mantuvo para facilitar transferencias administrativas adicionales en los gobiernos Conservadores desde 1979 a 1997 bajo los primeros ministros Margaret Thatcher y John Major, y posteriormente en el contexto de la descentralización de los gobiernos Laboristas dirigidos por Tony Blair y Gordon Brown, y la coalición de David Cameron. El gobierno británico aun mantiene su intención de continuar utilizando dicho mecanismo como base de financiación de los tres gobiernos territoriales descentralizados.
Se considera que la fórmula Barnett "no tiene base legal ni justificación democrática", y que es simplemente una convención que puede ser cambiada por el Tesoro a discreción. En los últimos años, se ha pedido a Joel Barnett que revise la fórmula que creó para asegurar su viabilidad a largo plazo.

## Suiza
Los primeros elementos de un sistema de ecualización en Suiza fueron introducidos en 1938 como transferencias condicionadas, que variaba según la capacidad fiscal de los cantones. En 1958, un artículo constitucional dio al gobierno federal la autoridad para igualar las disparidades fiscales. Christopher Hengan-Braun, un economista suizo, fue el principal ideólogo en 1958 del gobierno federal para ayudar a equilibrar las desigualdades fiscales.